# Дертківська сільська рада
Де́ртківська сільська́ ра́да — адміністративно-територіальна одиниця та орган місцевого самоврядування в Ізяславському районі Хмельницької області. Адміністративний центр — село Дертка.

## Загальні відомості
Дертківська сільська рада утворена в 1944 році.
- Територія ради: 47,601 км²
- Населення ради: 472 особи (станом на 2001 рік)
- Територією ради протікає річка Устя

## Населені пункти
Сільській раді підпорядковані населені пункти:
- с. Дертка
- с. Лісна
- с. Михайлівка
- с. Новосілка
- с. Сивір

## Склад ради
Рада складається з 14 депутатів та голови.
- Голова ради: Шостак Михайло Сергійович
- Секретар ради: Ліщук Раїса Йосипівна

### Керівний склад попередніх скликань
| Прізвище, ім'я, по батькові | Основні відомості                                                               | Дата обрання | Дата звільнення |
| --------------------------- | ------------------------------------------------------------------------------- | ------------ | --------------- |
| Медлярська Софія Францівна  | Сільський голова, 1957 року народження, позапартійна                            | 26.03.2006   | 31.10.2010      |
| Шостак Михайло Сергійович   | Сільський голова, 1964 року народження, освіта середня спеціальна, безпартійний | 31.10.2010   |                 |

Примітка: таблиця складена за даними сайту Верховної Ради України

### Депутати
За результатами місцевих виборів 2010 року депутатами ради стали:

#### За суб'єктами висування
| Суб'єкт висування                 | Кількість обраних депутатів | %    |
| --------------------------------- | --------------------------- | ---- |
| Самовисування                     | 8                           | 57,1 |
| Народна партія                    | 3                           | 21,4 |
| Соціалістична партія України      | 2                           | 14,3 |
| Політична партія «Сильна Україна» | 1                           | 7,1  |

#### За округами
| № округу                          | Прізвище, ім'я, по батькові    | Дата визнання обраним | Освіта  | Партійна приналежність                        | Відомості про обраного депутата                         |
| --------------------------------- | ------------------------------ | --------------------- | ------- | --------------------------------------------- | ------------------------------------------------------- |
| Народна Партія                    |                                |                       |         |                                               |                                                         |
| 5                                 | Ліщук Раїса Йосипівна          | 05.11.2010            | вища    | член Народної партії                          | Дертківська сільська рада, секретар                     |
| 6                                 | Рев'юк Петро Володимирович     | 05.11.2010            | вища    | член Народної партії                          | Дертківська сільська рада, бухгалтер                    |
| 8                                 | Шостак Микола Сергійович       | 05.11.2010            | вища    | член Народної партії                          | пенсіонер                                               |
| Політична партія «Сильна Україна» |                                |                       |         |                                               |                                                         |
| 1                                 | Грубюк Олена Анатоліївна       | 05.11.2010            | вища    | член Політичної партії «Сильна Україна»       | Дертківська сільська рада, техпрацівник                 |
| Соціалістична партія України      |                                |                       |         |                                               |                                                         |
| 4                                 | Лясковський Сергій Миколайович | 05.11.2010            | середня | член Соціалістичної партії України            | тимчасово не працює                                     |
| 7                                 | Галімська Галина Василівна     | 05.11.2010            | вища    | член Соціалістичної партії України            | пенсіонер                                               |
| Самовисування                     |                                |                       |         |                                               |                                                         |
| 2                                 | Оржеховська Зінаїда Сергіївна  | 05.11.2010            | вища    | позапартійна                                  | КП «Дертка», бухгалтер                                  |
| 3                                 | Заєць Олександр Іванович       | 05.11.2010            | середня | позапартійний                                 | тимчасово не працює                                     |
| 9                                 | Заєць Тетяна Володимирівна     | 05.11.2010            | вища    | член Всеукраїнського об'єднання «Батьківщина» | Дертківська сільська бібліотека, бібліотекар            |
| 10                                | Свирида Анатолій Йосипович     | 05.11.2010            | вища    | позапартійний                                 | пенсіонер                                               |
| 11                                | Шевчук Марина Олександрівна    | 05.11.2010            | вища    | позапартійна                                  | приватний підприємець                                   |
| 12                                | Тимощук Алла Миколаївна        | 05.11.2010            | вища    | позапартійна                                  | тимчасово не працює                                     |
| 13                                | Медлярська Софія Францівна     | 05.11.2010            | вища    | позапартійна                                  | пенсіонер                                               |
| 14                                | Свирида Людмила Едуардівна     | 05.11.2010            | середня | позапартійна                                  | Ізяславський територіальний центр, соціальний працівник |